# Malassezia
Malassezia (anteriormente conhecido como Pityrosporum): é um gênero de fungos relacionados, classificados como leveduras, encontrados de forma natural na superfície da pele de muitos animais, incluindo humanos. Pode causar hipopigmentação no tronco e em outras partes de humanos quando se torna uma infecção superficial.

## Nomenclatura
Existe alguma confusão sobre a nomenclatura e classificação de espécies de Malassezia devido a uma série de mudanças na sua nomenclatura. O trabalho sobre estas leveduras tem sido complicado por serem muito difíceis de propagar em culturas de laboratório.
Foram originalmente identificadas pelo cientista francês Louis-Charles Malassez no final do século XIX. Raymond Sabouraud identificou um organismo causador da caspa em 1904 e chamou-lhe "Pityrosporum malassez", honrando Malassez ao nível da espécie e não do gênero. Quando se determinou que os organismos eram os mesmos, decidiu-se que o termo Malassezia tinha prioridade.
Em meados do século XX, foi reclassificado em duas espécies::
- Pityrosporum (Malassezia) ovale que é lipidodependente e encontrada apenas em humanos. P. ovale seria mais tarde dividida em duas espécies, P. ovale e P. orbiculare, mas as fontes actuais consideram que estes termos referem-se a uma única espécie de fungo, sendo M. furfur o nome preferido.[2]

- Pityrosporum (Malassezia) pachydermatis, que é lipofílica mas não lipidodependente e encontrada na pele da maioria dos animais.

Em meados da década de 1990, cientistas do Instituto Pasteur em Paris, descobriram espécies adicionais.
Presentemente, são reconhecidas dez espécies:
- Malassezia furfur
- Malassezia pachydermatis[4]
- Malassezia globosa[5]
- Malassezia restricta[6]
- Malassezia slooffiae[7]
- Malassezia sympodialis[8]
- Malassezia nana[9]
- Malassezia yamatoensis[10]
- Malassezia dermatis[11]
- Malassezia obtusa

## Papel em doenças humanas
Recentemente, a identificação de Malassezia na pele foi ajudada pela aplicação de técnicas moleculares ou baseadas em ADN, muito semelhantes às usadas pelos cientistas forenses na identificação de suspeitos criminosos. Estas investigações mostram que a espécie causadora da maioria das doenças de pele em humanos, incluindo a causa comum para a caspa e dermatite seborreica é M. globosa (embora Malassezia restricta esteja também envolvida.) O exantema da tinha versicolor (pitiríase versicolor) é também devido a infecção por este fungo.
Uma vez que o fungo requer gordura para desenvolver-se, é mais comum nas zonas com muitas glândulas sebáceas: no couro cabeludo, face e parte superior do corpo. Quando o fungo se desenvolve demasiado depressa, a renovação natural das células é perturbada e a caspa aparece com comichão (um processo similar pode também ocorrer com outros fungos ou bactérias).
Um projecto em 2007 sequenciou o genoma de M. globosa e descobriu que esta espécie tem 4 285 genes, cerca de trezentas vezes menos que o genoma humano. M. globosa utiliza oito tipos diferentes de lipases, juntamente com três fosfolipases, para degradar os óleos do couro cabeludo. Qualquer uma destas 11 proteínas poderia ser um alvo adequado de medicamentos para a caspa.
Outra descoberta é a da capacidade potencial de M. globosa poder reproduzir-se sexuadamente, embora tal facto não tenha sido observado em laboratório ou em qualquer outro local.
Coloca-se a hipótese de que indivíduos com tricotilomania sofrem de um tipo de distúrbio auto-imune em reacção
às leveduras de Malassezia ou Candida. Uma vez que Malassezia está presente especialmente nos folículos pilosos e couro cabeludo, "o puxar de cabelos é como espirrar: o corpo tenta livrar-se de um irritante causador de alergia."

## Tratamento de infecções sintomáticas do couro cabeludo
As infecções sintomáticas do couro cabeludo são muitas vezes tratadas com shampoos contendo dissulfeto de selênio ou cetoconazol. Outros tratamentos incluem ciclopirox olamina, alcatrão de hulha, piritiona de zinco (ZPT), miconazol, ou shampoos medicados com óleo da árvore do chá.  O peróxido de hidrogénio é também usado para controlar a comichão.